# Szemely
Szemely es un pueblo ubicado en el distrito de Pécs, en el condado de Baranya, Hungría.

## Superficie
Posee una superficie de 9,470 kilómetros cuadrados.

## Demografía
Hasta 2019 la población era de 416 habitantes, con una densidad de población de 43,93 habitantes por kilómetro cuadrado.